# Big Mommy
Big Mommy – singel polskiej raperki Oliwki Brazil z jej debiutanckiego minialbumu, zatytułowanego Big Mommy. Singel został wydany 17 września 2021.
Nagranie otrzymało w Polsce status platynowego singla, przekraczając liczbę 50 tysięcy sprzedanych kopii.

## Geneza utworu i historia wydania
Utwór napisali i skomponowali Mikołaj Vargas, Oliwia Bartosiewicz, Szymon Frackowiak i Wiktor Wójcik.
Singel ukazał się w formacie digital download 17 września 2021 w Polsce za pośrednictwem wytwórni płytowej Warner Music Poland. Kompozycja została umieszczona na debiutanckim minialbumie Oliwki Brazil – Big Mommy.

## Teledysk
Do utworu powstał teledysk, który udostępniono w dniu premiery singla za pośrednictwem serwisu YouTube.

## Lista utworów
- Digital download[7]

1. „Big Mommy” – 2:03

## Certyfikaty
| Kraj          | Certyfikat      | Sprzedaż |
| ------------- | --------------- | -------- |
| Polska (ZPAV) | platynowa płyta | 50 000+  |